# Fujiwara Morizane
Fujiwara Morizane (藤原盛実, [- 1119] Erro: {{japonês}}: texto da transliteração contém caractere não latino (pos 10) (ajuda)) ,  membro da Corte durante o Período Heian da História do Japão

## Vida
Este membro do Ramo Kanjūji  do Clã Fujiwara era filho de Fujiwara Kensuke . Foi avô materno de Fujiwara no Yorinaga .

## Carreira
Morizane serviu os seguintes imperadores : Go-Sanjo (1068 até 1072) ,  Shirakawa (1072 até 1086) ,  Horikawa (1087 até 1107) ,  Toba (1107 até 1119).
Iniciou seus serviços na Corte como 家司 (Ietsukasa, mordomo) na Casa do Regente Norimichi em 1068. Depois foi promovido a Shōnagon e mais tarde a   Assistente no Chūgūshiki (Cerimonial da Imperatriz Consorte)  . Entre 1106 e 1110, foi promovido a governador da Província de Tosa (Tosa no kami) . Morreu em 1119.